# Decio Fittaioli
Decio Fittaioli (...) è uno sceneggiatore e soggettista italiano.

## Filmografia
- Redenzione (1952, regia di Piero Caserini), soggetto e sceneggiatura
- Menzogna (1952, regia di Ubaldo Maria Del Colle), soggetto
- Noi peccatori (1953, regia di Guido Brignone), soggetto (con il nome Decio Fittajola)